# Джуйи Кози
Джуйи Кози (тадж. Ҷӯйи Қозӣ) — село (махалла) в составе Гафуровского районе Согдийской области Республики Таджикистан. Входит в состав джамоата (сельской общины) им. Хайадара Усмонова Гафуровского района.
Находится на расстоянии 13 км от райцентра (пгт. Гафуров) и 8 км до центра общины (с. Румон).
Население — 884 чел. (2017).